# Xã Welch, Quận Goodhue, Minnesota
Xã Welch (tiếng Anh: Welch Township) là một xã thuộc quận Goodhue, tiểu bang Minnesota, Hoa Kỳ. Năm 2010, dân số của xã này là 754 người.